# Nuevo Porvenir, Guanajuato
Nuevo Porvenir är en ort i Mexiko.   Den ligger i kommunen Celaya och delstaten Guanajuato, i den centrala delen av landet, 200 km nordväst om huvudstaden Mexico City. Nuevo Porvenir ligger 1 788 meter över havet och antalet invånare är 137.
Terrängen runt Nuevo Porvenir är huvudsakligen kuperad, men åt sydväst är den platt. Runt Nuevo Porvenir är det ganska tätbefolkat, med 104 invånare per kvadratkilometer. Närmaste större samhälle är Celaya, 15,1 km norr om Nuevo Porvenir. I omgivningarna runt Nuevo Porvenir växer huvudsakligen savannskog.